# Szuszaki Jui
Szuszaki Jui (japánul: 須崎優衣) (Macudo, 1999. június 30. –) japán szabadfogású női birkózó. A 2018-as birkózó-világbajnokságon aranyérmet nyert az 50 kg-os súlycsoportban. A 2017-es birkózó világbajnokságon aranyérmet nyert 48 kg-os súlycsoportban. A 2017-es Ázsia Bajnokságon aranyérmet nyert 48 kg-os súlycsoportban. A tokiói olimpián aranyérmes lett 50 kg-os súlycsoportban.

## Sportpályafutása
A 2018-as birkózó-világbajnokságon az 50 kg-os súlycsoport döntőjében az azeri Mariya Stadnik volt az ellenfele. A mérkőzést megnyerte 10–0-ra.